# 명량 (영화)
《명량》(鳴梁)은 2014년 7월 30일에 개봉된 대한민국의 영화이자 천만 관객 돌파 영화이다. 기획 단계에서, "명량 - 회오리바다"라는 제목으로 홍보가 이루어졌으나, 개봉 전 단계에서 제목이 수정되어 현재의 제목으로 개봉하였다. 개봉 12일만에 천만 관객을 돌파하여 한국 영화 사상 최단기간에 1천만 관객을 압도적으로 기록한 바 있다.
개봉 18일차인 2014년 8월 16일에 관객 1,398만 명 이상을 동원하며 최고 관객 수를 보유한 "아바타"의 1,333만 명을 뛰어넘으며 역대 흥행 1위를 달성하였고, 최종 1,761만 명을 돌파하는 기염을 토한 역대 최대 기록이다.
정유재란 초반에 일어난 명량 해전을 소재로 한 본 작품의 특징으로서, 역사적 고증을 현실성 있게 다룬 소재와 전쟁 액션 영화 특유의 오락성을 가미한 점이 가장 큰 성공 요인으로 분석된다.

## 줄거리

### 배경
영화는 이순신이 고문을 받는 장면으로 시작된다. 이후 칠천량 해전에서 조선 수군이 대패한 사실이 불타는 배들과 함께 소개된다. 이후 왜군이 왜란 이후 처음으로 전라도를 점령하고 한양 근처에까지 이르러, 이순신이 다시 삼도수군통제사로 임명되었다는 사실이 짧게 지나간다. 이후 장군들의 회의에서, 승산이 없으니 육군과 합류하자는 배설과 이순신의 휘하 장수 안위가 신경전을 벌인다. 이순신은 그 사이에서 고뇌한다. 한편에서는 병사들이 동요하는 모습도 보인다. 수군을 지원해달라는 부탁에도 불구하고, 권율은 이를 냉정하게 거절한다. 그럼에도 이순신은 거북선 제작에 열을 올린다. 또한 말 못하는 아내가 있는 임준영을 시켜 왜군에 첩자로 들어간 항왜 준사를 찾아가도록 한다.

### 전투 이전
한편, 대장 도도 다카토라, 부장 와키자카 야스하루, 가토 요시아키를 필두로 한 일본군은 도요토미 히데요시!가 보낸 구루시마 미치후사와 합류한다. 본래 해적 출신인 구루시마의 군대는 와키자카의 군대가 전쟁에서 진 조선 장군을 처형하던 때 마침 도착한다. 한편 이순신은 흔들리는 병사들 앞에서 본보기로 탈영병의 목을 직접 베는 등 사기를 다잡으려 노력한다. 그러던 어느 날 밤 칠천량 해전에서 숨을 거둔 병사들의 원혼이 이순신에게 보이고, 이순신은 흰 옷에 미친 듯한 표정으로 술잔을 들고 걸어간다. 그 순간 배설 등 자객이 이순신을 해치려다 도리어 죽지만, 그와 동시에 이순신은 거북선이 불타는 모습을 보며 절규한다. 반면 일본의 도도는 '대도무문 (大道無門)'(큰 길에 거칠 것이 없다)는 문구를 직접 써서 대장선에 매달고, 전투 전날 왜군이 의기양양해 하는 함성 소리가 조선군 진지에까지 들리자 조선군 병사들은 두려워한다. 장수들까지 나서서 이순신에게 육군 합류를 권유한다. 그러자 이순신은 그들을 모두 불러내서는 직접 막사를 태우는 것을 보여주고선 자신을 믿고 따라오라고 한다.

### 명량 해전
이후 이순신은 붙잡힌 임준영 대신, 준사의 도움으로 풀려난 수봉에게 전갈을 받고 왜군의 전력을 파악한다. 그리고 명량의 흐름도 직접 관측한다. 명량 해전 당일, 이순신은 어머니의 위패에 절을 올리고 수봉에게 참전하고 싶거든 대장선의 노를 저으라 한 뒤 명량으로 올라오는 구루시마 선봉 왜선 330척과 맞선다. 구루시마는 당포 해전에서 죽은 형의 위패를 모신 아타케부네를 타고 적진 진군을 명한다. 이순신은 주저하는 다른 배를 놓아두고 앞장서서 적을 포격한다. 구루시마의 2진이 올 때, 대장선을 더 이상 지탱하기 힘들어지자 이순신은 닻을 끊고 해류 영향이 적은 섬 근처로 배를 옮길 것을 명한다. 그리고는 초요기(장수들을 부르는 명령기)를 올리나 아무도 오지 않는다. 이 때를 놓치지 않고 구루시마는 배를 대장선에 붙일 것을 명령한다. 이후 서너 척의 배에 타고 있던 왜군 병사와 함께 판옥선에서 조선군, 승병, 심지어 노를 젓던 민간인까지 말려든 백병전이 시작된다. 배가 포위되자 이순신은 포를 한 데 모아 터트리라 명령하고, 이는 성공하여 포위에서 풀리게 된다. 때맞춰 안위의 배가 지원을 위해 온다.
하지만 대장선의 화약이 다 떨어진 그 때, 화약과 조선인 포로를 실은 구루시마의 화공선이 대장선을 향해 다가온다. 대장선이 쏜 대장군전 덕에 풀려난 임준영이 아내에게 다른 배가 저 화공선을 보게 해달라는 신호를 보내고, 이를 알게 된 아내가 치마를 벗어 위로 펄럭인다. 구경하던 다른 백성들도 고함을 지르며 옷을 흔들자 이를 알게 된 중군장 김응함의 배가 포탄을 쏘아 대장선까지 닿기 전에 화약선을 터트리는 데 성공한다. 대장선이 멀쩡하다는 데 고무된 다른 배들이 서서히 참전한다. 그러나 구루시마를 제외한 다른 왜선들은 이순신을 두려워하며 전혀 지원하지 않는다. 여기서 이회는 이순신이 말한 "두려움을 이용한다"는 말의 뜻을 알게 된다. 판옥선이 아타케부네를 들이받으며 부수고, 형의 위패가 포격을 맞아 박살나는 걸 본 구루시마는 분노하여 직접 나선다. 이후 회오리 속에 양측의 배가 휘말린다. 구루시마는 직접 대장선으로 올라가 분투하지만 결국 죽고, 자신이 했던 그대로 목이 잘려 깃대에 걸리게 된다. 회오리에 휘말린 대장선은 백성들의 도움으로 겨우 탈출하는 데 성공하고, 충파가 시작된다 이때 할아버지가 구선이 부활했다! 라고 외친다 그걸보고 이회가 놀란다. 일본배가 거의 다 부서진 아비규환 속에서 판옥선이 거북선에 형상으로 그 모습을 드러낸다 이순신 장군님이 말한 용기가 바로 그거다 도도 다카토라는 와키자카의 배가 피격당하는 것을 보고 난 뒤, '대도무문'이 적힌 깃발을 뒤로 한 채 퇴각을 명한다.

### 결말
이순신은 이회와 갈대밭을 걸으며 대화하면서 그 당시의 전투는 천행이었다며, 회오리와 백성 중 어느 쪽이 천행이었냐는 말에 백성이라고 답한다. 영화는 시간을 거슬러 1592년, 한산도에서 거북선이 대포를 쏘는 것으로 차기작을 예고하며 끝을 맺는다.

## 캐스팅

### 주요 인물
- 최민식: 이순신 역 - 본작의 주인공. 명량 대첩 당시 전라좌도 수군절도사 겸 삼도수군통제사.
- 류승룡: 구루시마 미치후사 역 - 본작의 메인 빌런이자 최종 보스. 명량해전의 왜군 선봉장. 자하야군(風早郡)의 다이묘. 명량해전에서의 일본 수군 선봉장.
- 조진웅: 와키자카 야쓰하루 역 - 명량해전의 중군장. 아와지국 다이묘.
- 김명곤: 도도 다카도라 역 - 본작의 서브 빌런 1. 명량해전의 왜군 총대장.
- 진구: 임준영 역
- 이정현: 정씨 여인 역

### 그 외
- 권율: 이회 역 - 본작의 서브 주인공
- 오타니 료헤이: 준사 역 - 본작의 서브 주인공. 이순신의 항왜 출신 부하.
- 이승준: 안위 역
- 김강일: 가토 요시야키 역 - 본작의 서브 빌런 2.
- 노민우: 하루 역 - 본작의 중간 보스.
- 김태훈: 김중걸 역
- 박보검: 수봉 역
- 이해영: 송희립 역
- 장준녕: 나대용 역
- 문영동: 김돌손 역
- 김원해: 배설 역
- 이병길: 오극신(吳克信) 역
- 구본진: 오계적(吳啓績) 역
- 유순웅: 김 노인 역
- 김길동: 황보만 역
- 최덕문: 송여종 역
- 박노식: 김억추 역
- 장선호: 김응함 역
- 신창수: 혜희 역
- 김현태: 옥형 역
- 박성택: 왜장수 역
- 정제우: 구로다 역
- 강태영: 기무라 역
- 주석태: 가쓰라 역
- 조복래: 오상구 역
- 고경표: 오둑이 역
- 심지원: 육순이 역
- 이재구: 조문옹 역
- 조하석: 조태식 역
- 이주실: 종선할매 역
- 김민석: 안위부장 역
- 한이진: 배설부장 역
- 하수호: 김응함 부장 역
- 김문종: 김억추 부장 역
- 이태형: 송여종 부장 역
- 이승준: 덩치큰군사 역
- 한동희: 공황에 빠진 병사 역
- 김준형: 안위선격군 역
- 김재철: 조선인 화폭선 포로 역
- 이상도: 왜군 초병 역
- 다케다 히로미츠: 왜병 역
- 켄트: 화폭선 격군장 역
- 권혁규: 최호 역
- 서성광: 이억기 역
- 차수미: 조선기생 1 역
- 이아영: 조선기생 2 역
- 한세주: 관기 1 역
- 제수민: 관기 2 역
- 정은아: 겁탈당한 여자 포로 역
- 나주호: 승병 1 역
- 오명훈: 승병 2 역
- 이성우: 조선수군 역
- 김흥태: 조선수군 역

### 특별출연
- 남경읍: 권율 역

### 시각장애인을 위한 화면해설영화
- 유강진: 이순신(최민식), 나래이션
- 탁원제: 구루시마 미치후사(류승룡)
- 윤기황: 와키자카 야스하루(조진웅)
- 이상헌: 가토 요시아키(김강일)
- 유호한: 도도 다카도라(김명곤)

## 일본판 성우진
- 이소베 츠토무 : 이순신(최민식)
- 스고 타카유키 : 구루시마 미치후사(류승룡)
- 아마다 마스오 : 와키자카 야스하루(조진웅)
- 노지마 아키오 : 도도 다카토라(김명곤)
- 나카무라 유이치 : 임준영(진구)
- 에이쿠라 나나 : 정씨 애인(이정현)
- 카지 유우키 : 수봉(박보검)
- 치바 시게루 : 배설(김원해)
- 오가타 켄이치 : 김노인(유순웅)

## 한국판 성우진(일본군 한정)
- 탁원제 : 구루시마 미치후사(류승룡)
- 윤기황 : 와키자카 야스하루(조진웅)
- 유호한 : 도도 다카토라(김명곤)
- 이상헌 : 가토 요시아키(김강일)

## 흥행 성적
배급사인 CJ엔터테인먼트 (현 CJ E&M 영화사업부문)에 따르면, 개봉 3일 만인2014년 8월 1일 한국 영화사상 최단기간에 200만 명의 관객을 돌파한 뒤 개봉 4일만인 8월 2일 한국영화사상 최단기간 300만 관객 돌파 신기록을 세웠다. 그 뒤 8월 3일 한국영화사상 최단기간 400만 명의 관객 돌파 신기록(개봉 5일차)을 갈아치웠으며, 8월 4일 개봉 6일만에 역시 최단기간 500만 명의 관객 돌파 신기록을 수립했다. 8월 5일에는 개봉 7일만에 최단기간 600만 명의 관객을 돌파하는 동시에, 1일 최다 125만 명의 관객 신기록을 세우기도 했다. 또한 8월 6일 개봉 8일만에 700만 관객, 8월 8일 개봉 10일만에 800만 관객, 8월 9일 개봉 11일만에 900만 관객 돌파 역시 한국영화사상 최단기간 입장 관객 수 기록 1위에 해당한다. 특히 11일만에 900만 관객 돌파는 종전 기록이었던 "괴물"이나 "도둑들"이 19일만에 돌파한 것보다 무려 8일이나 빠른 것이다.
이어 2014년 8월 10일(개봉 12일째)에는 대한민국 개봉 영화 중 12번째(국산 영화로는 9번째)로 1천만 관객을 돌파하며 한국영화사상 최단기간의 신기록을 수록하였다.
영화진흥위원회 기준으로 최종 17,615,057명을 기록하며 대한민국 역대 최고 관객 수를 기록하였다.

## 평가

### 영화 내적
한국경제의 송지현은 "61분이라는 해전 장면은 지루할 틈이 없었다"며 영화의 몰입도를 높였다고 칭찬했다.서울경제의 최수문은 영화에서 그동안 명량 해전에 쓰였다고 알려진 '쇠줄' 설화를 쓰지 않고 지형과 시간을 이용한 전술과 군사들의 피ㆍ땀만으로 적을 물리친다는 점을 들어 김한식의 명량은 한층 진일보했다고 말했다.씨네21의 주성철은 "그(김한민)가 택한 것은 상영시간의 절반을 차지하는 한 시간가량의 해상전투다. 전투 장면의 긴박감은 물론이거니와 수없이 많은 캐릭터들이 등장하면서도 저마다 그 안에서 제자리를 찾고 있는 것은 흥미롭다"고 평론했다.듀나는 듀나의 영화낙서판에서 "해전 장면을 이만한 길이로 집중해 보여주는 한국 영화는 드물고 그걸 늘어지지 않게 해냈으니, '명량'의 시도는 실패했다고 보기 어렵습니다. 이게 김한민이 만들고 싶어하는 이순신 삼부작으로 이어질만한 흥행으로 연결될 것인지는 두고 봐야겠지만."이라 평가했다.허지웅은 JTBC의 썰전에서 "'명량'이 영화사에 공헌한 부분을 꼽아보면 전쟁신을 61분 간 풀어냈다는 점이다. 이건 할리우드에서도 하기 힘든 일이다"라고 칭찬했다. 그러나 전쟁 장면이 1시간이라서 훌륭하다는 것은 아니고 "최소한 ‘졸작’이라거나 ‘수작’이라거나 한 마디만 툭 던져 평가될 영화가 아니라는 건 확실하죠. 장점도 단점도 워낙에 뚜렷하니"라고 말했다.MBN의 유명준은 "이순신의 고민과 결단, 전술이 영화를 구성하지만, 그 구성의 중심은 민초들이다. 두려움에 떨며 전투를 피하려 했던 백성들이었지만, 이순신이 불러일으킨 용기로 전투를 승리로 이끈 것도 백성들"이라고 평가했다.SBS funE의 김지혜는 "'명량'은 시종일관 진지하다. 명량대첩 전후 이순신의 내면과 고뇌에 집중하다보니 비장미가 넘쳐흐른다. 또 충(忠), 민(民), 효(孝)에 대한 정의들이 영화 전반에 깔리며 진중하고 근엄한 분위기를 조성한다. 받아들이는 관객에 따라 교훈 주입 혹은 감동 강박으로 다가갈 수도 있다"고 했다.SBS funE의 김지혜는 "영화의 중심엔 최민식의 열연이 있다. 한편의 심리극을 보는 듯 강약, 고저를 오가는 감정 연기가 일품"이라고 호평했다.
이순신을 연기했던 최민식은 '스타뉴스'와의 인터뷰에서, <명량>에서 등장하는 인물 간의 관계에서 오는 갈등이 좀 더 있었으면 했다. 시간적인 제약이 따랐기에 아쉬움이 남는다."고 말했다.노컷뉴스의 김현식은 "이순신과 배설(김원해), 김억추(박노식) 사이의 갈등 구조라던지 그에게 무한한 신임을 보이는 장수와 병사들이 왜 그토록 그를 믿고 따를 수밖에 없었는지 등의 세부적인 이야기를 담지 않고 모두가 알고 있는 역사적 지식에 기댄 측면도 다소 아쉽다"고 하였다.듀나는 듀나의 영화낙서판에서 "긴장감을 놓지 않고 집중해서 볼 수 있는 전쟁 이야기이긴 한데 그래도 좀 흐릿하다는 인상을 받을 수밖에 없습니다. 실제 일어난 사건, 스펙터클을 위해 과장한 스토리, '백성 파워'라는 주제가 하나로 완전히 뭉치지 못해요. 특히 몇몇 극적 반전 장면에 동원되는 '백성 파워' 운운은 지나치게 인공적이라 주제를 살리는 데엔 많이 부족합니다. 이렇게 억지로 동원하지 않고 주제를 충족시키는 방법은 얼마든지 있었을 거예요."라고 평가했다.노컷뉴스의 김현식은 명량의 아쉬운 점 중 하나로, '진부한 스타일의 감정 이입 요소'를 꼽았다. 그 예로 정 씨 부인(이정현 분)이 바위 위에 올라 치맛자락을 걷어 올리며 절규하는 모습은 많은 이들에게 감동을 자아냈지만, 이정현의 첫 등장에서부터 '말을 할 수 없다는 것이 영화 말미에 감성을 자아내는 요소로 작용하겠구나'라고 어느 정도 예측할 수 있었다는 점을 들었다. 또한 전투가 끝난 후 바다에서 진구의 유품을 건져 올린다는 설정은 매우 억지스러웠다'고 평했다.이순신과 조선 민초들에 무게를 두다보니 왜군의 존재가 너무 미미하게 느껴진다는 평이 있다. 왜장 역할로 류승룡, 조진웅, 김명곤이 출연하지만, 최민식 한 명의 무게에 비하면 별로 눈에 띄지도 않는다고 MBN의 유명준은 평했다. 노컷뉴스의 김현식은 "인상적인 조연 캐릭터의 부재도 아쉽다"며 "이순신의 개인적 고뇌에만 초점을 맞추다 보니 그 외 캐릭터들을 조명하지 못하면서 마치 '이순신과 아이들'로 묶여버린 듯 한 인상을 줬다"고 평했다.

### 영화 외적 평가
노컷뉴스의 김현식은 " '이순신 신드롬'이 불수밖에 없을 만큼 어디하나 기대하고 마음의 위로를 받을 곳이 없다는 점이 흥행에 지대한 영향을 미친 것은 부정할 수 없는 사실"이라며 <명량>이 명작도, 졸작도 아닌 '흥행에 성공한 꽤 잘 만들어진 상업 영화'라고 평가하였다. 이 영화는 박정희 군사정권이 권력 정통성을 위해 대대적으로 성역화한 이순신 장군에 대한 전체주의적 몰입이 흥행으로 이어진 것에 지나지 않으며 또한 작품성 면에서도 우수하지 않다는 혹평이 있다. 문화평론가 진중권은 8월 7일 트위터를 통해 "영화 명량은 솔직히 졸작이죠. 흥행은 영화의 인기라기보다 이순신 장군의 인기로 해석해야할 듯"이라고 말했다.8월 14일 진중권은 "영화 내적 얘기보다는 다들 외적 부분에 관심이 있는 듯. (1) 건전한 애국심론, (2) 486 세대론, 아니면 (3) 흥행비결론('저렇게 많이 봤으니 뭔가 있음에 틀림없다'론)"이란 글을 시작으로 자신이 명량을 비판한 이유를 상세히 설명했다. 이순신을 연기했던 최민식은 '이 영화가 사회적으로 긍정적인 영향을 줬다는 점은 기쁘다'고 말하는 한편, "정말 기쁘고 좋은 일이지만, 전무후무한 객석점유율이라고 하지만..수치적으로만 너무 평가되는 것 같다", "좀 더 영화 내적으로 논의가 되고 논란이 일고 관찰이 있었으면 한다"고 밝혔다.대중문화평론가 강명석은 "주연배우가 영화의 아쉬운 부분에 대해 거론해도 될 만큼, <명량>에 대한 모든 담론은 미적지근하다. 오직 얼마나 빨리 모든 기록을 바꾸느냐에 초점을 맞췄다."고 평가했다. 그는 '의도한 것은 아니겠으나, <명량>은 한 회사가 제작과 배급을 동시에 맡으면서, 이순신에 대한 관점을 드러내지 않고 오락물로써 적당한 재미를 주면서 관객의 취향에 크게 영향을 받지 않고 선택된다'며, 그 결과 관객들의 예매와 반응이 영화에 대한 담론의 속도보다 빨라졌다고 하였다. 그리고 "매체와 비평이 할 수 있는 일이 거의 없어졌다"고 아쉬움을 토로했다.이 영화의 배급은 CJ엔터테인먼트에 의해 이루어졌는데, 국내 영화관 스크린 수 2584개 중 1500~1600개를 차지하여 스크린 독과점 논란과 영화 선택의 자유를 빼앗았다는 비판이 있다.

## 수상 경력
- 2014년 제23회 부일영화상 미술상 - 장춘섭
- 2014년 제23회 부일영화상 촬영상 - 김태성
- 2014년 제23회 부일영화상 최우수작품상
- 2014년 제2회 마리끌레르 아시아스타어워즈 올해의 배우상 - 최민식
- 2014년 제34회 한국영화평론가협회상 남우주연상 - 최민식
- 2014년 제34회 한국영화평론가협회상 기술상(미술) - 장춘섭
- 2014년 제51회 대종상 최우수작품상
- 2014년 제51회 대종상 남우주연상 - 최민식
- 2014년 제51회 대종상 기획상 - 김한민
- 2014년 제51회 대종상 기술상(특수효과) - 윤대원
- 2014년 제35회 청룡영화상 감독상 - 김한민
- 2014년 제35회 청룡영화상 한국영화 최다관객상
- 2014년 한국영화배우협회 스타의 밤 시상식 대한민국 톱스타상 - 최민식
- 2015년 제6회 올해의 영화상 남우주연상 - 최민식
- 2015년 제10회 맥스무비 최고의 영화상 최고의 작품상
- 2015년 제10회 맥스무비 최고의 영화상 최고의 남자배우상 - 최민식
- 2015년 제51회 백상예술대상 영화부문 대상 - 최민식

## 역사와 다른 점
- 실제 배설은 명량해전 직전에 탈영을 하여 배를 타고 도망갈 때 죽지 않고, 임진왜란 직후 권율에게 사형당한다.
- 실제 이순신이 아닌 안위의 배에서 백병전이 일어났다.
- 실제 구루시마는 일본함대 지휘석에서 화살을 맞고 죽었다.
- 실제 임준영은 죽지 않고 살아남았다.

## 빌런 정보
| 이순신 3부작 최종 보스 | 이순신 3부작 최종 보스 | 이순신 3부작 최종 보스 |
| 명량                   | 한산: 용의 출현        | 노량: 죽음의 바다      |
| ---------------------- | ---------------------- | ---------------------- |
| 구루지마 미치후사      | 와키자카 야스하루      | 시마즈 요시히로        |

| 이순신 3부작 중간 보스 | 이순신 3부작 중간 보스 | 이순신 3부작 중간 보스 |
| 명량                   | 한산: 용의 출현        | 노량: 죽음의 바다      |
| ---------------------- | ---------------------- | ---------------------- |
| 하루                   | 마나베 사마노조        | 다치바나 무네시게      |

| 이순신 3부작 서브 빌런       | 이순신 3부작 서브 빌런 | 이순신 3부작 서브 빌런                                                                |
| 명량                         | 한산: 용의 출현        | 노량: 죽음의 바다                                                                     |
| ---------------------------- | ---------------------- | ------------------------------------------------------------------------------------- |
| 도도 다카도라, 가토 요시아키 | 가토 요시아키          | 아리마 하루노부, 고니시 유키나가, 조쥬인 모리아쓰, 시마즈 토요히사, 데라자와 히로타카 |

## 같이 보기
- 명량 해전
- 이순신
- 정유재란
- 대한민국의 영화 흥행 기록